# Ghazi Maszal Adżil al-Jawar
Ghazi Maszal Adżil al-Jawar, arab. غازي مشعل عجيل الياور (ur. 11 marca 1958 w Mosulu) – iracki polityk z plemienia Szammar, sunnita.
Absolwent George Washington University. Był ostatnim przewodniczącym Tymczasowej Rady Zarządzającej Iraku, funkcję tę pełnił od 17 maja do 28 czerwca 2004. Od 28 czerwca 2004 do 7 kwietnia 2005 był pełniącym obowiązki prezydenta Iraku. Od 7 kwietnia 2005 do 22 kwietnia 2006 pełnił funkcję wiceprezydenta przy Dżalalu Talabanim.